# Zanice
Zanice (Diervilla) je rod rostlin patřící do čeledi zimolezovité (Caprifoliaceae).

## Použití
Některé druhy lze použít jako okrasné rostliny. Lze ji pěstovat jako půdokryvnou dřevinu.

## Druhy
- Diervilla sessilifolia
- Diervilla lonicera
- Diervilla rivularis